# Soledad Puértolas Villanueva
Soledad Puértolas Villanueva, (Saragossa, 3 de febrer de 1947), és una escriptora aragonesa en llengua castellana.

## Biografia
Va començar a estudiar Ciències Polítiques a Madrid, però per problemes polítics se li impedí continuar els estudis. Va anar a estudiar Ciències Econòmiques a Bilbao però no va acabar la carrera. Finalment va estudiar periodisme. Es va casar als 21 anys i va anar a viure amb el seu marit, amb una beca adjudicada a ell, a Trondheim (Noruega). Després de tornar a Espanya, amb una altra beca, es van traslladar a Califòrnia on va obtenir un MA en Llengua i Literatura Espanyola i Portuguesa per la Universitat de Califòrnia, Santa Bàrbara i on va néixer el seu primer fill, el també escriptor Diego Pita. El 1974, al tercer any d'estada a Califòrnia, van tornar a Espanya. Va guanyar el Premi Sèsam el 1979 amb El bandido doblemente armado; el Premi Planeta 1989 amb Queda la noche, i el Premi Anagrama d'Assaig 1993 amb La vida oculta. Va ser també guardonada amb el Premi de les Lletres Aragoneses el 2003.
El 28 de gener de 2010 va ser nomenada acadèmica de la llengua després d'haver resultat elegida a la tercera ronda de votacions, cobrint la vacant del científic Antonio Colino López a la Reial Acadèmia Espanyola.
El 2011 el Ministeri de Sanitat, Política Social i Igualtat li va concedir la medalla a la Promoció dels Valors d'Igualtat.

## Obra
- El Madrid de "La lucha por la vida". Madrid: Helios, 1971. Assaig.
- El recorrido de los animales. Madrid: Júcar, 1975. Conte.
- El bandido doblemente armado. Madrid: Legasa, 1980. Novel·la. Premi Sésamo 1979
- Una enfermedad moral. Madrid: Trieste, 1982. Contes.
- A través de las ondas. Cuento. En: Doce relatos de mujeres. Navajo, Ymelda (ed.). Madrid: Alianza, 1982, pp. 165–177. Contes.
- Burdeos. Barcelona: Anagrama, 1986. Novel·la.
- La sombra de una noche. Madrid: Anaya, 1986. Conte.
- Todos mienten. Barcelona: Anagrama, 1988. Novel·la.
- Queda la noche. Barcelona: Planeta, 1989. Novel·la. Premi Planeta 1989
- Días del Arenal. Barcelona: Planeta, 1992. Novel·la.
- La corriente del golfo. Barcelona: Anagrama, 1993. Contes.
- La vida oculta. Barcelona: Anagrama, 1993. Assaig. Premi Anagrama d'assaig 1993
- Si al atardecer llegara el mensajero. Barcelona: Anagrama, 1995. Novel·la.
- La vida se mueve. Madrid: El País-Aguilar, 1995. Articles.
- Recuerdos de otra persona. Barcelona: Anagrama, 1996. Biografía.
- La hija predilecta. Cuento. En: Madres e hijas. Freixas, Laura (ed.). Barcelona: Anagrama, 1996. Contes.
- Una vida inesperada. Barcelona: Anagrama, 1997. Novel·la.
- Rosa Chacel. Assaig. Dins: Retratos literarios Retratos literarios: Escritores españoles del siglo XX evocados por sus contemporáneos. Freixas, Laura (ed.). Madrid: Espasa Calpé, 1997, pp. 181–182. Assaig.
- Gente que vino a mi boda. Barcelona: Anagrama, 1998. Contes.
- El cuarto secreto. Conte. En: Relatos para un fin de milenio. Barcelona: Plaza y Janés, 1998, pp. 15–26
- El inventor del tetrabrik. Cuento. En: Vidas de mujer. Monmany, Mercedes (ed.). Madrid: Alianza, 1998, pp. 131–143. Contes.
- La señora Berg. Barcelona: Anagrama, 1999. Novel·la.
- La rosa de plata. Madrid: Espasa Calpe, 1999. Novel·la.
- Un poeta en la piscina. Cuento. En: Cuentos solidarios. Madrid: ONCE, 1999, pp. 13–15. Contes.
- La carta desde el refugio. Cuento. En: Mujeres al alba. Madrid: Alfaguara, 1999, pp. 133–136. Contes.
- Adiós a las novias. Barcelona: Anagrama, 2000. Contes.
- Con mi madre. Barcelona: Anagrama, 2001
- Pisando jardines. Cuento. En: Orosia Orosia: Mujeres de sol a sol. Jaca: Pirineum Multimedia, 2002, pp. 159–164. Contes.
- Ausencia. Cuento. En: Mujeres en ruta, 2005, pp. 41–47. Contes.
- Historia de un abrigo. Barcelona: Anagrama, 2005. Novel·la.